# Lijst van rijksmonumenten in Loppersum (plaats)
De plaats Loppersum telt 16 inschrijvingen in het rijksmonumentenregister. Hieronder een overzicht. 
| Object                                                             | Oorspronkelijke functie?  | Bouwjaar | Architect                                     | Locatie             | Coördinaten?                  | Nr.?   | Afbeelding                                                         |
| ------------------------------------------------------------------ | ------------------------- | --- | --------------------------------------------- | ------------------- | ----------------------------- | ------ | ------------------------------------------------------------------ |
| De Stormvogel                                                      | Industrie- en poldermolen | 1849 1968-'71 (rest.) 2000 (rest.)                                                                                            | Bremer (1968-'71)                             | Molenweg 67         | 53° 19' 53" NB, 6° 44' 23" OL | 26264  | Meer afbeeldingen                                                  |
| Petrus en Pauluskerk                                               | Kerk en kerkonderdeel     | na 1217 (herb.) 1250-1275 (uitbr.) 1350-1400 (toren) 1480-'93 (koor) 1520-1530 (zijbeuk) 1610 (herst. toren) 1952-'59 (rest.) | R. Offringa en A.R. Wittop Koning (1952-'59)  | Kerkpad 1           | 53° 19' 55" NB, 6° 44' 53" OL | 26265  | Meer afbeeldingen                                                  |
| Wierde (Spriknest)                                                 | Archeologisch monument    | ca. begin jaartelling |                                               | Zeerijperweg        | 53° 20' 16" NB, 6° 44' 45" OL | 45745  | Upload foto                                                        |
| Terrein met overblijfselen van de buitenplaats en borg Bolhuis     | Archeologisch monument    | middeleeuwen |                                               | Bolhuis             | 53° 19' 26" NB, 6° 47' 52" OL | 45747  | Upload foto                                                        |
| Terrein met drie wierden                                           | Archeologisch monument    | ca. begin jaartelling |                                               | Drie Wierden        | 53° 18' 16" NB, 6° 45' 0" OL  | 45748  | Upload foto                                                        |
| Terrein met overblijfselen van borg De Juist                       | Archeologisch monument    | middeleeuwen |                                               | Delleweg            | 53° 19' 8" NB, 6° 43' 43" OL  | 45749  | Terrein met overblijfselen van borg De Juist                       |
| Oezingaweer                                                        | Boerderij                 | 1839 (schuur) 1909 (bijschuur) 1913 (verb. voorhuis) 1937 (verb. schuur)                                                      |                                               | Zeerijperweg 13     | 53° 20' 34" NB, 6° 44' 21" OL | 517355 | Oezingaweer                                                        |
| Oezingaweer, koetshuis                                             | Bijgebouwen kastelen enz. | 1909 |                                               | bij Zeerijperweg 13 | 53° 20' 34" NB, 6° 44' 21" OL | 517356 | Upload foto                                                        |
| Rentenierswoning met aangebouwd koetshuis                          | Woonhuis                  | ca. 1890 1930-1939 (verb.) 1954 (verb.) 1978 (verb.)                                                                          |                                               | Stationslaan 2      | 53° 20' 1" NB, 6° 44' 51" OL  | 517376 | Rentenierswoning met aangebouwd koetshuis                          |
| Rentenierswoning in eclectische stijl met neorenaissance-elementen | Woonhuis                  | 1900 1964 (verb.) 1965 (garage)                                                                                               |                                               | Stationslaan 6      | 53° 20' 3" NB, 6° 44' 52" OL  | 517390 | Rentenierswoning in eclectische stijl met neorenaissance-elementen |
| Breidablik                                                         | Werk-woonhuis             | ca. 1926 1969 (verb.) | T. van Hoorn                                  | Stationslaan 7      | 53° 20' 4" NB, 6° 44' 49" OL  | 517391 | Breidablik                                                         |
| Hotel Spoorzicht                                                   | Horeca                    | 1887 1908 (verb. portiek) verm. ca. 1915 (verb.) 1959 (verb.) 1979 (uitbr.) 1986 (uitbr.)                                     | O. de Leeuw Wieland                           | Molenweg 11         | 53° 19' 60" NB, 6° 44' 50" OL | 517392 | Meer afbeeldingen                                                  |
| Maria Zuidven                                                      | Woonhuis                  | 1912 | O. de Leeuw Wieland                           | Lagestraat 7        | 53° 19' 51" NB, 6° 44' 42" OL | 517393 | Maria Zuidven                                                      |
| Begraafplaatshek                                                   | Begraafplaats en -onderdl | ca. 1900 |                                               | bij Kruisweg 2      | 53° 19' 50" NB, 6° 44' 50" OL | 517394 | Begraafplaatshek                                                   |
| Ambtswoning met hals en koetshuis (Welgelegen)                     | Dienstwoning              | 1907 1928 (verb.) | O. de Leeuw Wieland A.R. Wittop Koning (1928) | Wirdumerweg 75      | 53° 19' 59" NB, 6° 45' 32" OL | 517395 | Ambtswoning met hals en koetshuis (Welgelegen)                     |
| Rentenierswoning met aangebouwde garage                            | Woonhuis                  | 1937 1956 (uitbr.) | H. Rots                                       | Molenweg 18         | 53° 19' 60" NB, 6° 44' 41" OL | 517407 | Rentenierswoning met aangebouwde garage                            |